# 天主教梅爾菲-拉波拉-韋諾薩教區
天主教梅爾菲-拉波拉-韋諾薩教區（拉丁語：Dioecesis Melphiensis-Rapollensis-Venusina）是天主教會在義大利的一個教區。屬波坦察-穆羅盧卡諾-新馬爾西科總教區。

## 歷史
韋諾薩教區是一個古老的教區，相傳當時的主教田波利的聖費利切在303年殉道。但有文獻記載的主教出現於教宗哲拉修一世一世的書信中。1068年屬阿切倫薩總教區管轄。
拉波拉教區的成立時間並不清楚，但在1042年諾曼人從拜占庭帝國奪得此城時已經有教區。此教區一直由聖座直轄。
梅爾菲教區成立於11世紀。1528年3月16日梅爾菲與拉波拉教區合併。1924年4月30日起三個教區由同一主教牧養。1976年8月21日梅爾菲-拉波拉教區由教廷直轄改為由波坦察-穆羅盧卡諾-新馬爾西科總教區管轄。1986年9月30日三個教區完全合併、成立新的教區並易名至今。

## 現況
教區包括波坦察省北部十三市。2004年有教友89,000人，佔轄區總人口98.9%。教區下轄三十二個堂區，有九十七名司鐸。現任教區主教為詹弗朗科·托迪斯科。